# James Young (anglický hudebník)
James Young (* 17. září 1952) je anglický hudebník, dlouholetý spolupracovník zpěvačky Nico.

## Život a kariéra
Narodil se v Oldhamu. Hudbě se začal věnovat již v dětství a prvním nástrojem, na který začal hrát, byl v sedmi letech klavír. Později krátce studoval historii umění na University of East Anglia a následně přešel na polytechniku na Oxfordské univerzitě. V letech 1982 až 1988 vystupoval s německou zpěvačkou Nico, se kterou v roce 1985 nahrál album Camera Obscura. Jeho producentem byl velšský hudebník John Cale a Young zanedlouho hrál na jeho albu Artificial Intelligence. O dva roky později hrál na albu Land of a Thousand Churches hudebního kolektivu Suns of Arqa. V roce 1993 vydal knihu Songs They Never Play on the Radio, ve které vypráví svůj příběh z dob vystupování s Nico. O rok později následovalo stejnojmenné hudební album inspirované touto knihou. Roku 1996 vydal knihu Moscow Mule pojednávající o ruské undergroundové scéně. Své druhé sólové album, které neslo název Joanna, vydal Young v roce 2003. Album bylo nahráno na sólový klavír.

## Sólová diskografie
- Songs They Never Play on the Radio (1994)
- Joanna (2003)